# Adolf Müller (Politiker, 1916)

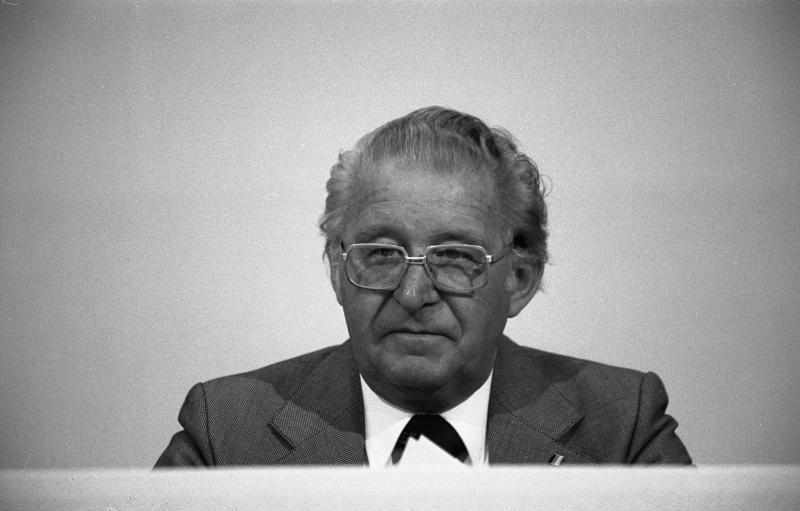
Adolf Müller (1978)

Adolf Müller (* 13. Mai 1916 in Lennep (jetzt Ortsteil von Remscheid); † 22. Februar 2005) war ein deutscher Gewerkschafter und Politiker (CDU).

## Leben und Beruf
Müller wurde als Sohn eines Schleifermeisters geboren. Nach dem Besuch der Volksschule absolvierte er zunächst eine Schleiferlehre in einer Hammerschmiede und bestand später die Facharbeiterprüfung in der Remscheider Kleineisenindustrie. Er leistete 1937 Reichsarbeitsdienst, wurde anschließend zur Wehrmacht eingezogen und nahm seit 1939 als Soldat am Zweiten Weltkrieg teil. Bei Kriegsende geriet er in Gefangenschaft, aus der er 1945 entlassen wurde.
Müller arbeitete seit 1947 als Fachsekretär für Arbeitsrecht und Sozialpolitik beim DGB in Remscheid und wurde 1953 geschäftsführender Vorsitzender des dortigen DGB-Ortsausschusses. Er war seit 1955 Mitglied des Landesbezirksvorstandes und von 1958 bis 1978 stellvertretender Landesbezirksvorsitzender des DGB Nordrhein-Westfalen. Daneben war er Mitglied der Kolpingsfamilie und der Katholischen Arbeitnehmer-Bewegung (KAB).

## Partei
Müller trat 1945 in die CDU ein und wurde später in den Landesvorstand der CDU Rheinland gewählt. Außerdem war er stellvertretender Vorsitzender der Christlich-Demokratischen Arbeitnehmerschaft (CDA) Rheinland sowie Mitglied des CDA-Bundesvorstandes.

## Abgeordneter
Müller gehörte dem Deutschen Bundestag von 1961 bis 1987 an. Er war stets über die Landesliste Nordrhein-Westfalen ins Parlament eingezogen. Der Sozialpolitiker war von 1965 bis 1969 Vorsitzender des Bundestagsausschusses für Arbeit und von 1969 bis September 1981 stellvertretender Vorsitzender des Bundestagsausschusses für Arbeit und Sozialordnung. Von 1972 bis 1981 war er zunächst Vorsitzender der Arbeitnehmergruppe und von 1981 bis 1987 dann stellvertretender Vorsitzender der CDU/CSU-Bundestagsfraktion.

## Ehrungen
- Bundesverdienstkreuz I. Klasse, 1970
- Komturkreuz des Gregoriusordens, 1972
- Großes Bundesverdienstkreuz, 1979
- Großes Bundesverdienstkreuz mit Stern, 1986

## Veröffentlichungen
- Arbeitsmarkt, Risiko und Chance. 1968.